# Gonypetella kilimandjarica similis
Gonypetella kilimandjarica similis es una especie de mantis de la familia Mantidae.

## Distribución geográfica
Se encuentra en Angola, Botsuana, Congo, Tanzania, Zambia y  Zimbabue.